# Atlantisch orkaanseizoen 1950
Het Atlantisch orkaanseizoen 1950 duurde van 1 juni 1950 tot 30 november 1950. Het seizoen 1950 was wat energie betreft een van de actiefste seizoenen, alleen het seizoen 2005 had een hoger ACE getal. Dit is vooral te wijten aan het feit, dat het seizoen zoveel majeure orkanen telde (categorie 3 of hoger), dit waren er acht. Dit recordaantal van acht majeure orkanen staat nog steeds en is niet bedreigd door het recordseizoen 2005.
Het seizoen telde 13 tropische stormen (tropische depressies niet meegenomen), waarvan er elf tot orkaan promoveerden. Acht hiervan wiesen aan tot majeure orkanen. Het seizoen 1950 was ook het eerste seizoen waarin tropische cyclonen een naam kregen, zodra zij het stadium van tropische storm bereikten. Voor de lijst met namen werd het spellingsalfabet van het Amerikaanse leger en marine gebruikt (dit spellingsalfabet is later vervangen door dat van de NAVO). De sterkste orkaan van het seizoen was orkaan Dog; met windsnelheden van 296 km/uur heeft hij de hardste winden ooit in de Atlantische Oceaan waargenomen. Omdat het destijds niet mogelijk was om luchtdrukken boven open zee te meten of in te schatten, is het niet te zeggen of zijn luchtdruk in de buurt kwam van orkaan Gilbert in 1988 of van orkaan Wilma in het seizoen 2005.
Orkaan Easy teisterde als derde categorie orkaan de kust van Florida en orkaan King koerste recht op het centrum af van de stad Miami. Op 4, 5 en 6 september bestonden de orkanen Charlie, Dog en Easy naast elkaar, hetgeen een zeldzame gebeurtenis is die verder alleen is voorgekomen tijdens het seizoen 1961, het seizoen 1967, het seizoen 1980, het seizoen 1995, het seizoen 1998 en het seizoen 2005. Opgemerkt moet worden dat men destijds nog geen beschikking had over satellieten, die niet alleen continue observaties mogelijk maken, maar ook stormen in één oogopslag in hun gehele omvang tonen. Destijds was men afhankelijk van waarnemingen van weerstations en de scheepvaart. Sommige systemen zijn moeilijk te classificeren, omdat er te weinig waarnemingen zijn. Daarom kan het zijn dat er tropische cyclonen zijn 'gemist', omdat zij een te korte levensduur hadden, of hun koers ver van de kust en de gebruikelijke scheepvaartroutes lagen.

## Cyclonen

### Orkaan Able
Tropische storm Able werd het eerst waargenomen op 12 augustus, ten oosten van de noordelijke Bovenwindse Eilanden. De volgende dag trof een verkenningsvliegtuig Able, die op het punt stond tot orkaan te promoveren aan ten noorden van de Bovenwindse Eilanden. Able zigzagde in noordwestelijke richting en passeerde ten noordoosten van de Bahama's, terwijl hij in kracht toenam. Op 17 augustus bereikte hij ten noordoosten van de Bahama's de derde categorie en later op die dag de vierde. Able bereikte zijn hoogtepunt met windsnelheden tot 222 km/uur op 18, 19 en 20 augustus, terwijl hij steeds meer naar het noorden bijdraaide. Het oog van Able kwam op 19 augustus dicht in de buurt van Kaap Hatteras en draaide daarna naar het noordoosten richting Nova Scotia, waar Able op 21 augustus landde als zwakke orkaan van de eerste categorie of een sterke tropische storm (op Nova Scotia werden winden van orkaankracht geregistreerd). Boven land degradeerde Able dezelfde dag tot tropische depressie, die op 22 augustus boven de Straat van Labrador oploste. De maximale intensiteit van Able werd door een verkenningsvliegtuig waargenomen, met windsnelheden van 225 km/uur en een minimale druk van 953 mbar.

### Orkaan Baker
Tropische storm Baker werd het eerst waargenomen op 20 augustus ten oosten van de Bovenwindse Eilanden. Baker ontwikkelde zich snel; een paar uur later promoveerde hij tot orkaan en bereikte zijn hoogtepunt, terwijl hij Antigua trof op 21 augustus met windsnelheden van 195 km/uur; een orkaan van de derde categorie. Baker koerste westnoordwestwaarts boven het noordoosten van de Caraïbische Zee en nam snel in kracht af. Op 22 augustus degradeerde Baker tot tropische storm ten zuiden van de Maagdeneilanden en op 23 augustus tot tropische depressie ten zuidoosten van Puerto Rico. Tropische depressie Baker trok vervolgens over Puerto Rico, stak de Monapassage over en trok over de noordoostelijke kuststrook van Hispaniola naar het westnoordwesten. Tussen Cuba, de Bahama's en Hispaniola draaide Baker bij naar het westen en trok vervolgens over Cuba.
Toen Baker over het midden van Cuba was getrokken, kwam Baker weer in de Caraïbische Zee terecht, waar hij op 26 augustus andermaal tot tropische storm promoveerde. Baker trok over Isla de la Juventud en Pinar del Río, terwijl hij in kracht toenam. Baker trok de Straat Yucatan in, en promoveerde daar op 28 augustus tot orkaan. Daarna zwenkte Baker in een noordelijke richting naar de Amerikaanse kust. Tijdens zijn oversteek van de Golf van Mexico bereikte Baker nog de tweede categorie op 29 en 30 augustus, maar verzwakte tot een zwakke eerste categorie orkaan bij zijn landing op 31 augustus nabij Mobile, Alabama. Dezelfde dag degradeerde Baker tot tropische storm en trok naar het noordnoordwesten. Op 1 september degradeerde Baker tot tropische depressie boven Tennessee, die dezelfde dag boven het zuidoosten van Missouri oploste. Baker eiste één mensenleven en veroorzaakte $2.550.000,- schade (niet gecorrigeerd voor inflatie).

### Orkaan Charlie
Tropische storm Charlie kwam voort uit een tropische onweersstoring, die zich waarschijnlijk uit een tropische golf had ontwikkeld en werd voor het eerst waargenomen op 21 augustus ten zuiden van de archipel Kaapverdië. Daarmee was Charlie waarschijnlijk een orkaan van het Kaapverdische type. Charlie trok aanvankelijk naar het westzuidwesten over de Atlantische Oceaan. Midden op de Atlantische Oceaan draaide Charlie naar het noordwesten en nam in kracht toe; op 28 augustus promoveerde Charlie tot orkaan ver ten noordoosten van de Bovenwindse Eilanden. Op 29 en 30 augustus bereikte Charlie zijn hoogtepunt met windsnelheden van 185 km/uur; een orkaan van de derde categorie (waargenomen door een verkenningsvliegtuig). Een hogedrukgebied op zijn noordflank belette Charlie een verdere noordelijke koers en Charlie draaide in een lus met de wijzers van de klok mee, waarna hij westwaarts trok richting Bermuda.
Charlie was inmiddels afgezwakt tot de eerste categorie, maar bereikte op 2 september opnieuw de tweede categorie, waarna hij scherp naar het noordoosten draaide, weg van Bermuda. Daarna verzwakte Charlie door koeler water en schering, zodat hij op 5 september zijn tropische kenmerken verloor en een extratropische storm werd met windsnelheden beneden orkaankracht ten zuidoosten van Newfoundland. Charlie was de eerste tropische cycloon met een jongensnaam. In de seizoenen 1951 en 1952 zou dit spellingsalfabet nog gebruikt worden, zodat in die jaren de namen Charlie en George nog worden gebruikt en de namen Mike, Peter, Roger, Victor en William op de lijst staan. Daarna worden er uitsluitend meisjesnamen gebruikt en het zou tot het seizoen 1979 duren, voordat er weer jongensnamen werden gebruikt.

### Orkaan Dog

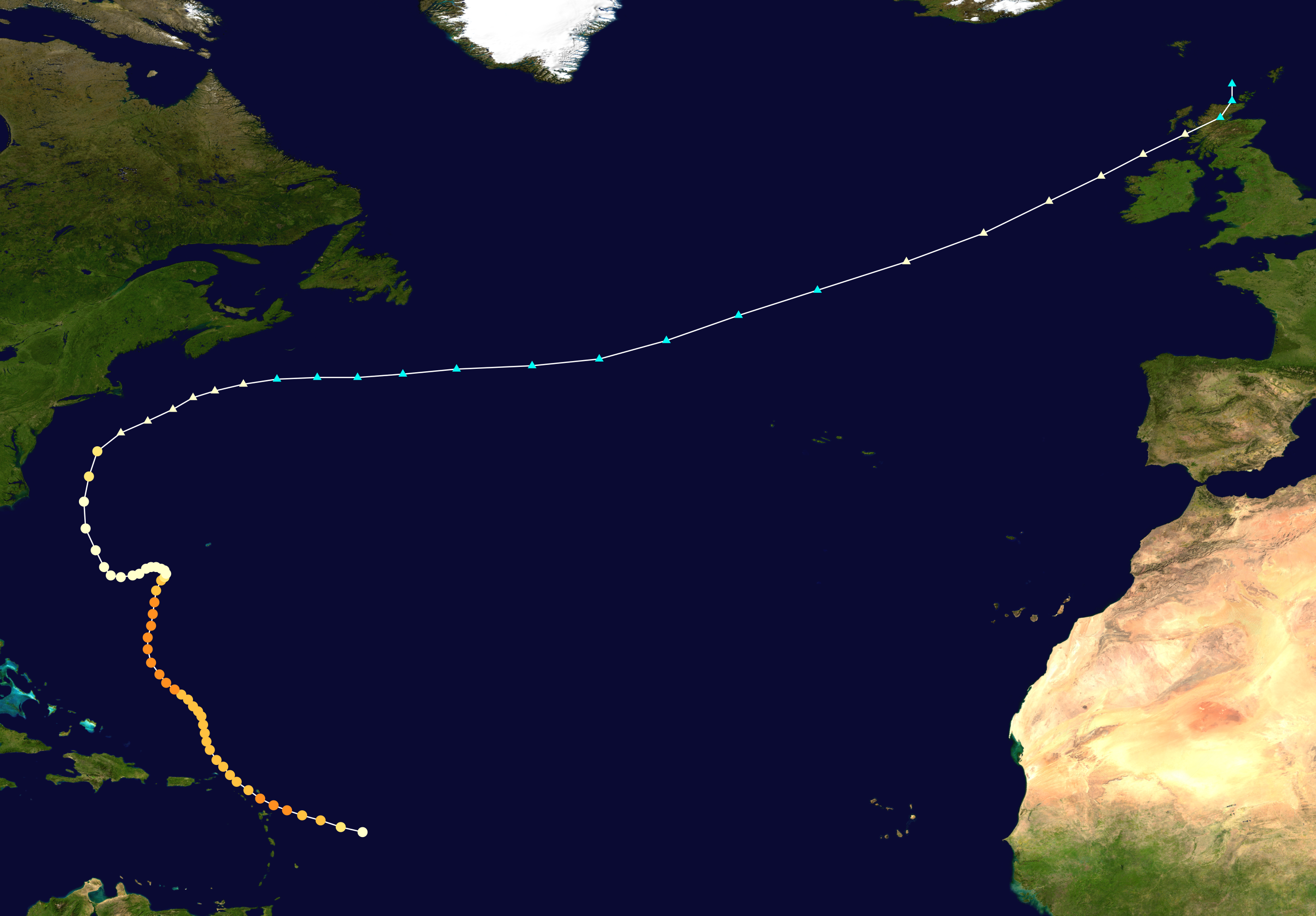
De koers van orkaan Dog. Verklaring; Groen: tropische storm; Wit: orkaan, categorie 1; Roomkleurig: categorie 2; Geel: categorie 3; Oranje: categorie 4; Rood: categorie 5; Grijs: extratropische storm

Tropische storm Dog werd voor het eerst waargenomen op 30 augustus ten oosten van de Bovenwindse Eilanden. Het is mogelijk, dat deze tropische storm voortkwam uit een tropische golf, die op 24 augustus van de Afrikaanse kust westwaarts trok en was uitgegroeid tot tropische onweersstoring of misschien al tot tropische depressie of tropische storm in de nabijheid van Kaapverdië. Enkele uren later op 31 augustus promoveerde Dog tot orkaan en trok westnoordwestwaarts richting de noordelijke Bovenwindse Eilanden. Dog draaide bij naar het noordwesten en won snel aan kracht. Dog schampte op 1 september langs Antigua en Barbuda en langs andere Bovenwindse Eilanden. Barbuda werd getroffen door windsnelheden van 210 km/uur; een orkaan op de grens van de derde en de vierde categorie. Ten noordoosten van Hispaniola bereikte Dog op 4 september de vijfde categorie en handhaafde zich als orkaan van de vijfde categorie tot 7 september. Gedurende deze periode bereikte Dog op 6 september zijn hoogtepunt met windsnelheden van 296 km/uur, de hardste orkaanwinden ooit in het Atlantisch bassin waargenomen.
Ondertussen was Dog naar het noordnoordoosten gedraaid, verzwakte op 2 september tot de tweede categorie ten zuidwesten van Bermuda en draaide scherp naar het westzuidwesten. Dog verzwakte verder, terwijl hij langzaam in westzuidwestelijke richting koerste tot de eerste categorie, dit kwam, doordat een hogedrukgebied een noordelijke koers belette en het water waarover Dog raasde koeler was. Op 10 september draaide Dog abrupt naar het noordnoordwesten en later naar het noordnoordoosten, om prompt weer in kracht toe te nemen tot de tweede categorie. Dog draaide steeds meer naar het noordoosten en oosten en verloor op 12 september ten oosten van New England zijn tropische kenmerken. De extratropische Dog bezat aanvankelijk nog windsnelheden van orkaankracht maar zakte nog op 12 september onder de orkaandrempel. De extratropische Dog stak de Atlantische Oceaan over en loste op 16 september op in de buurt van Ierland. Dog eiste veertien mensenlevens en veroorzaakte $3.000.000,- schade ($23.500.000,- na correctie voor inflatie, 2005).
Op Antigua en Barbuda bestond de schade vooral uit ontwortelde bomen, schade aan huizen, wegen en hoogspanningskabels. Twee mensen kwamen daarbij om het leven. In de buurt van New England verging een schip met 11 opvarenden met man en muis. Aan wal eiste Dog één mensenleven, hoewel het oog meer dan 160 km uit de kust bleef. De aaneengesloten periode, dat Dog zijn categorie vijf status behield is een van de langste. Opgemerkt moet worden, dat de verkenning van tropische cyclonen met vliegtuigen nog in de kinderschoenen stond en dat daarom de waarneming van 296 km/uur wellicht met een korreltje zout moet worden. Dat neemt echter niet weg, dat Dog een imposante orkaan was, die zeer hoge golven veroorzaakte van meer dan 30 meter en die wellicht ook aan Wilma en Gilbert had kunnen tippen qua luchtdruk. Helaas komen waarnemingen van minimale luchtdrukken in het oog in deze periode zeer weinig voor (allen van schepen, die de pech hadden in het oog van een tropische cycloon terecht te komen, iets wat iedere kapitein te allen tijde zou willen vermijden).

### Orkaan Easy
Tropische storm Easy kwam voort uit een trog van lage druk, die zich ontwikkeld had tot tropische depressie en die was achtergelaten door Baker. Tropische storm Easy ontstond op 1 september ten zuiden van het uiterste westen van Cuba boven het noordwesten van de Caraïbische Zee. Tropische storm Easy trok naar het noordnoordoosten en promoveerde tot orkaan op 2 september, voordat hij Isla de la Juventud schampte en over Cuba trok. Easy trok bijna over Havana verder naar het noorden en stak de Straat Florida over en trok verder over de Florida Keys naar het noorden parallel aan de westelijke kust van Florida, maar het centrum bleef 50 tot 125 km uit de kust. Easy bereikte de derde categorie op 4 september en draaide twee maal een lus tegen de wijzers van de klok in.
De eerste lus ten zuiden van Cedar Key, de tweede ten westen van Cedar Key. Hier bereikte Easy zijn hoogtepunt met windsnelheden van 205 km/uur, een sterke orkaan van de derde categorie op 5 en 6 oktober. In de tweede lus landde Easy op 6 september op het westen van Florida als orkaan van de derde categorie met windsnelheden van 194 km/uur en een minimale druk van 958 mbar. Easy degradeerde na de tweede landing vrij snel tot tropische storm, die naar het noorden en noordwesten draaide, over Florida trok en boven Georgia op 7 september degradeerde tot tropische depressie. Tropische depressie Easy trok nog over Alabama, Tennessee en Arkansas, waar Easy op 9 september oploste. Easy eiste twee mensenlevens en veroorzaakte $3.300.000,- aan schade (niet gecorrigeerd voor inflatie). Doordat Easy door relatief dunbevolkt gebied trok, viel het aantal slachtoffers nog enigszins mee.

### Orkaan Fox
Tropische storm Fox ontstond op de Atlantische Oceaan, halverwege de Afrikaanse kust en de Bovenwindse Eilanden op 8 september, zeer waarschijnlijk uit een tropische golf. Fox trok aanvankelijk naar het westen en later naar het noordwesten en promoveerde op 10 september tot orkaan op ongeveer 1600 km ten oosten van Puerto Rico, toen een verkenningsvliegtuig de tropische cycloon aandeed. Fox nam snel in kracht toe en bereikte de vierde categorie op 14 september en draaide naar het noorden. Fox bereikte zijn hoogtepunt op 14 en 15 september met windsnelheden van 222 km/uur, terwijl hij ruim honderden kilometers ten oosten van Bermuda passeerde. Fox draaide steeds meer naar het noordoosten en oostnoordoosten en nam in kracht af. Op 17 september verloor Fox boven het noorden van de Atlantische Oceaan zijn tropische kenmerken, maar had opdat moment nog steeds orkaanwinden van de tweede categorie. Deze imposante extratropische storm met orkaanwinden trok verder naar het oosten weg.

### Orkaan George
Tropische storm George ontwikkelde zich uit een sterke tropische golf midden boven de Atlantische Oceaan op 27 september. George trok naar het noordnoordoosten, maar draaide snel naar het westnoordwesten en koerste aanvankelijk op Bermuda af, maar draaide steeds meer bij naar het westen, zodat George Bermuda ten zuiden zou passeren. Aanvankelijk kon George niet aan kracht winnen en bleef een zwakke tropische storm, maar dat veranderde op 30 september ten zuidoosten van Bermuda begon George in kracht toe te nemen. Op 1 oktober promoveerde George tot orkaan ten zuidzuidoosten van Bermuda, en draaide vervolgens in noordwestelijke, noordelijke en ten slotte noordoostelijke richting met een wijde boog om Bermuda heen. Daarbij bereikte George zijn hoogtepunt ten noorden van Bermuda op 3 en 4 oktober met windsnelheden van 176 km/uur, een sterke orkaan van de tweede categorie. George koerste verder richting Newfoundland en verloor zijn tropische kenmerken ten zuiden van Newfoundland, maar had nog respectabele orkaanwinden, die ook op Newfoundland werden waargenomen. De extratropische George schampte bijna het uiterste oosten van Newfoundland en zakte daar pas onder de orkaandrempel. George bleef een krachtige extratropische storm, voordat hij op 7 en 8 oktober boven het noordwesten van de Atlantische Oceaan verdween.

### Tropische storm How
Op 1 oktober ontwikkelde zich ten noorden van de Straat Yucatan een tropische depressie, die naar het westnoordwesten trok en een paar uur later promoveerde tot tropische storm How. How trok met een boog, aanvankelijk in westnoordwestelijke, later in westelijke en westzuidwestelijke en ten slotte in zuidwestelijke richting over de Golf van Mexico. How bereikte zijn hoogtepunt boven zee op 2 en 3 oktober met windsnelheden van 93 km/uur, verzwakte daarna weer en landde ten noorden van Tampico in Tamaulipas op 4 oktober. Daarna degradeerde How tot tropische depressie en liep zich dezelfde dag nog stuk op de Mexicaanse Oostelijke Sierra Madre.

### Orkaan Item
Tropische storm Item ontstond op 8 oktober aan het noordoostelijkste puntje van het schiereiland Yucatán, nabij het grensgebied van Yucatán en Campeche. Item trok naar het westen, promoveerde tot orkaan op 9 oktober en boog toen af naar het zuidwesten en zuidzuidwesten. Item bereikte zijn hoogtepunt op 10 oktober met windsnelheden van 176 km/uur, een sterke orkaan van de tweede categorie. Item landde op Veracruz op 10 oktober met deze intensiteit, maar liep zich daarna snel stuk op de Oostelijke Sierra Madre net zoals How. Item veroorzaakte volgens persberichten veel schade in Veracruz, maar ramingen van de schade zijn niet voorhanden en een lijst van eventuele slachtoffers evenmin.

### Orkaan Jig
Tropische storm Jig ontstond op 11 oktober midden op de Atlantische Oceaan en trok naar het westen. Op 13 oktober promoveerde Jig tot orkaan en draaide naar het noordwesten en noordnoordwesten. Jig draaide verder naar het noorden en passeerde ruim ten westen van Bermuda op 15 oktober. Jig draaide verder naar het noordnoordoosten en noordoosten en bereikte zijn hoogtepunt met windsnelheden van 194 km/uur op 16 oktober. Jig versnelde naar het noordoosten en verzwakte boven koeler water snel. Op 17 oktober verloor Jig zijn tropische kenmerken boven het noorden van de Atlantische Oceaan en zijn stormwinden zakten onder de orkaandrempel.

### Orkaan King

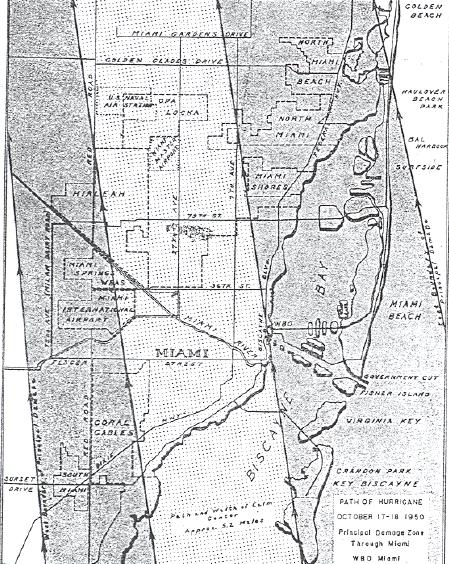
Het pad van King over het centrum van Miami. Het lichtgearceerde stuk is het pad, dat het oog van de orkaan heeft afgelegd. Het gebied met de sterkste winden in de oogrokken van de orkaan bevinden zich voor en achter het oog en aan weerszijden daarvan, aangegeven door de donkere arceringen

Tropische storm King ontstond op 13 oktober voor de noordoostelijke kust van Honduras, boven het westen van de Caraïbische Zee. King trok naar het oosten en noordoosten onder invloed van een hogedrukgebied aan zijn noordoostflank en promoveerde op 16 oktober tot orkaan ten westen van Jamaica. Onder invloed van een King draaide naar het noorden bereikte de derde categorie en landde op Cuba en trok langs de stad Camagüey noordwaarts, de Straat Florida op. In Camagüey werden windsnelheden van 120 km/uur waargenomen, maar aan de kust was King sterker. Daar draaide King bij naar het noordnoordwesten en koerste recht op Miami af. Op 17 oktober landde King op het centrum van Miami met windsnelheden van 195 km/uur en een minimale druk van 955 mbar, nog steeds een orkaan van de derde categorie. King trok verder over Florida en verzwakte tot tropische storm op 19 oktober boven het noorden van Florida en degradeerde tot tropische depressie een paar uur later boven het zuiden van Georgia.
Tropische depressie King ging echter nog steeds gepaard met windstoten van orkaankracht. Verder had King een trog van lage druk achtergelaten, waaruit orkaan Love zich zou ontwikkelen. King eiste 11 mensenlevens, waarvan 2 op Cuba en 9 in de Verenigde Staten. De totale schade was $30 miljoen ($232,5 miljoen gecorrigeerd naar inflatie, 2005), waarvan $2 miljoen op Cuba. Op het moment dat King tot orkaan promoveerde, zesenzestig uur voor de landing in Miami, werd er voor Miami een orkaanobservatieadvies gegeven, dat achttien uur voor de landing werd omgezet in een orkaanwaarschuwing. Echter, de voorspellingstechnieken van meteorologen lieten in de jaren 40 en 50 dusdanig te wensen over, dat het publiek er te weinig acht op sloeg. Was de waarschuwing serieuzer genomen, dan had de schade beperkt kunnen worden. Ter vergelijking, als in 2001 een orkaan van de derde categorie en de omvang van King op het centrum van Miami zou afstevenen, zou de schade ongeveer $2,8 miljard zijn. King en Easy waren twee majeure orkanen die Florida troffen, dat gebeurde tot nog toe maar drie keer; de andere twee seizoenen waren seizoen 2004 met Charley, Ivan en Jeanne en seizoen 2005 met Dennis en Wilma.

### Tropische storm 12
Op 17 oktober ontstond de twaalfde tropische storm zonder naam boven de Atlantische Oceaan halverwege de Afrikaanse kust en de Grote Antillen. Tropische storm 12 trok aanvankelijk naar het noordwesten, maar draaide daarna naar het noordoosten en bereikte zijn hoogtepunt met windsnelheden van 110 km/uur net onder orkaankracht op 21 oktober. Daarna verzwakte tropische storm 12 en keerde om naar het zuidoosten op 22 oktober. Op 24 oktober degradeerde tropische storm 12 tot tropische depressie ten noordwesten van de Canarische Eilanden, die naar het zuidzuidwesten draaide en na 18 uur was verdwenen.

### Orkaan Love
Op 17 oktober ontstond er ten zuiden van Louisiana een lagedrukgebied, dat profiteerde van King, die op dat moment zich in de Caraïbische Zee bevond en waarmee het een trog van lage druk vormde. De volgende dag ontwikkelde het lagedrukgebied een gesloten circulatie en daarmee was er sprake van tropische storm Love. Love koerste aanvankelijk westwaarts en promoveerde snel tot orkaan. Love keerde naar het zuiden en zuidoosten zich om en vervolgde naar het oosten en oostnoordoosten richting het noordwesten van Florida. Love bereikte haar hoogtepunt met windsnelheden van 148 km/uur op 19 en 20 oktober, een sterke orkaan van de eerste categorie. Het leek er sterk op dat Florida andermaal door een orkaan zou worden getroffen, maar Love raakte omringd door droge lucht en verzwakte snel. Voor landing degradeerde Love tot tropische storm op 21 oktober. Boven Florida, waar op 21 oktober Love als matige tropische storm was geland, degradeerde Love tot tropische depressie, die dezelfde dag nog oploste.

## 'Tropische storm Mike'
De naam Mike werd gebruikt voor een cycloon, die achteraf geen tropische cycloon bleek te zijn. De storm werd daarom waarschijnlijk gelicht uit de archieven.

## Namen
Voor het seizoen 1950 werd het spellingsalfabet gebruikt van het Amerikaanse leger en de marine. Dit spellingsalfabet werd ook nog gebruikt voor de seizoenen 1951 en 1952. Daarna gaat men over op een alfabetische lijst van meisjesnamen. Door dit alfabet zijn er in deze jaren nog jongensnamen gebruikt voor tropische cyclonen. Het zou na 1953 tot het seizoen 1979 duren, voordat dat weer zou gebeuren.
| - Able - Baker - Charlie - Dog - Easy - Fox - George | - How - Item - Jig - King - Love - Mike - Nancy (niet gebruikt) | - Oboe (niet gebruikt) - Peter (niet gebruikt) - Queen (niet gebruikt) - Roger (niet gebruikt) - Sugar (niet gebruikt) - Tare (niet gebruikt) | - Uncle (niet gebruikt) - Victor (niet gebruikt) - William (niet gebruikt) - X-Ray (niet gebruikt) - Yoke (niet gebruikt) - Zebra (niet gebruikt) |